# گوهار هاروتیونیان
گوهار هاروتیونیان (ارمنی: Գոհար Հարությունյան) تیرانداز اهل ارمنستان که در مسابقات قهرمانی هدف متر اروپا ۲۰۲۴ در پلزن، جمهوری چک در بخش بانوان موفق به کسب ۳ مدال طلا و ۲ مدال نقره شد.